# Санта-Роса-Штампак

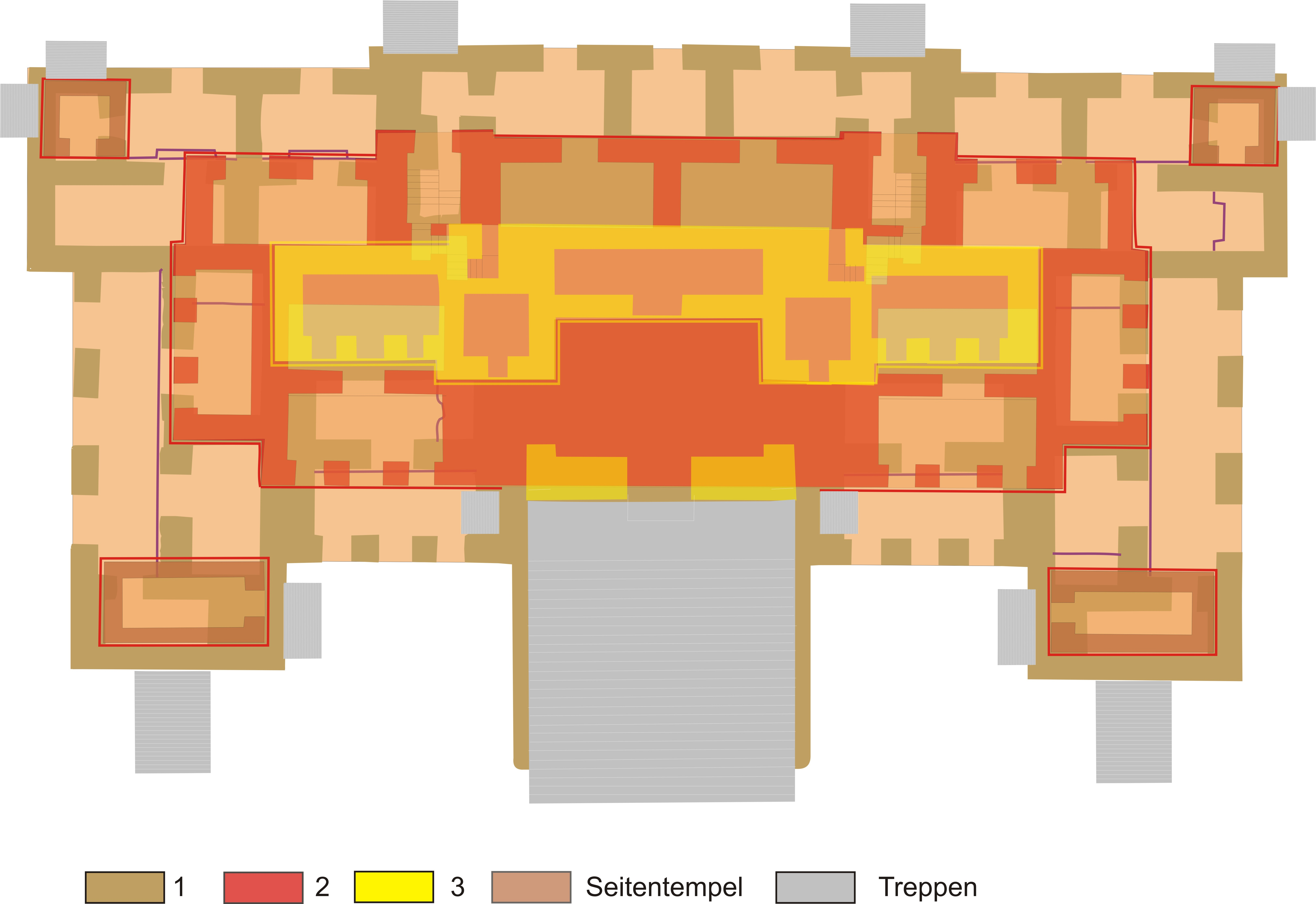
План дворца в Санта-Роса-Штампак

Санта-Роса-Штампак (Santa Rosa Xtampak) — крупные руины города майя в Мексике на полуострове Юкатан в штате Кампече. Руины находятся в 26 км к востоку от города Хопельчен близ границы со штатом Юкатан. В Санта-Роса-Штампак представлены оба крупнейших стиля майяской архитектуры, Пуук и Ченес. Город был расположен на самом высоком из цепи холмов рядом с саванной.

## История изучения

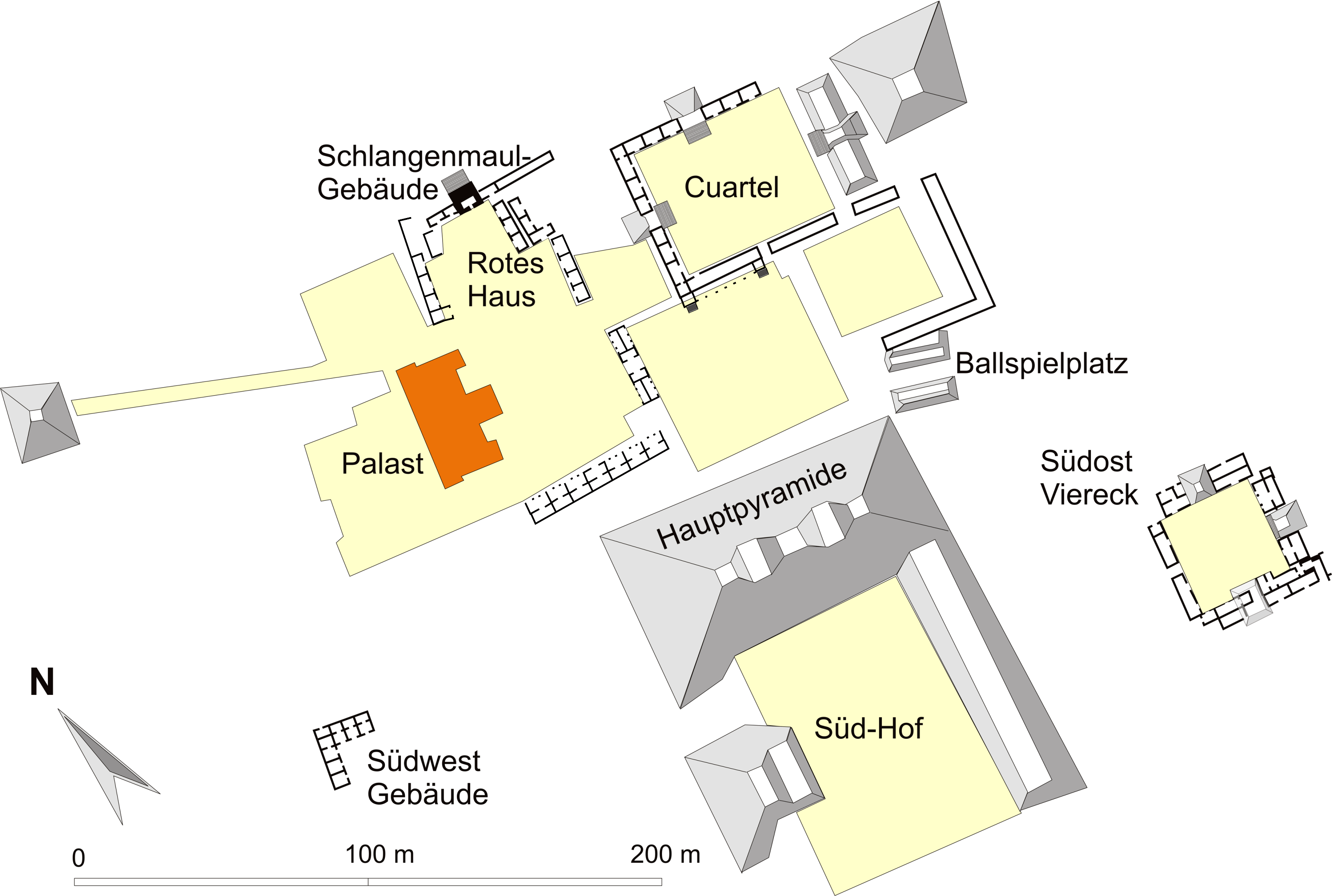
План Санта-Роса-Штампак (обозначены только важнейшие руины)

Впервые в новое время памятник обследовали в 1841 г. Джон Ллойд Стивенс и Фредерик Кезервуд. Юкатанская война рас привела к тому, что население в этих местах почти исчезло, посещение памятника стало затруднительным. Лишь в 1891 г. руины посетил Теоберт Малер. Следующие подробные раскопки провёл в 1936 г. Гарри Поллок. В 1949 г. замеры памятника провели Джордж Брэйнерд, Карл Руппет и Лоренс Ройс. С середины 1990-х гг. проводятся раскопки и реставрация, первоначально под руководством Антонио Бенавидеса Кастильо, затем их возглавила Рене Лорелей Сапата.

## Монументы с надписями
Санта-роса-Штампак — один из немногих памятников Пуукского стиля, где обнаружены хорошо читаемые надписи письменностью майя с указанием точных дат возведения монументов:
| Монумент | Дата (европ. календарь) | Календарь майя (длинный) |
| Стела 5  | 25.12.646               | 9.10.19?.2?3             |
| Стела 7  | 29.04.751               | 9.15.19.17.14            |
| Стела 3  | 02.10.791               | 9.18.1.0.0               |
| Стела 8  | 01.03.830               | 10.0.0.0.0               |
| Стела 3  | 03.08.871               | 10.2.2.0.0               |

Стелы находятся во дворе к югу от большой пирамиды.

## Галерея изображений

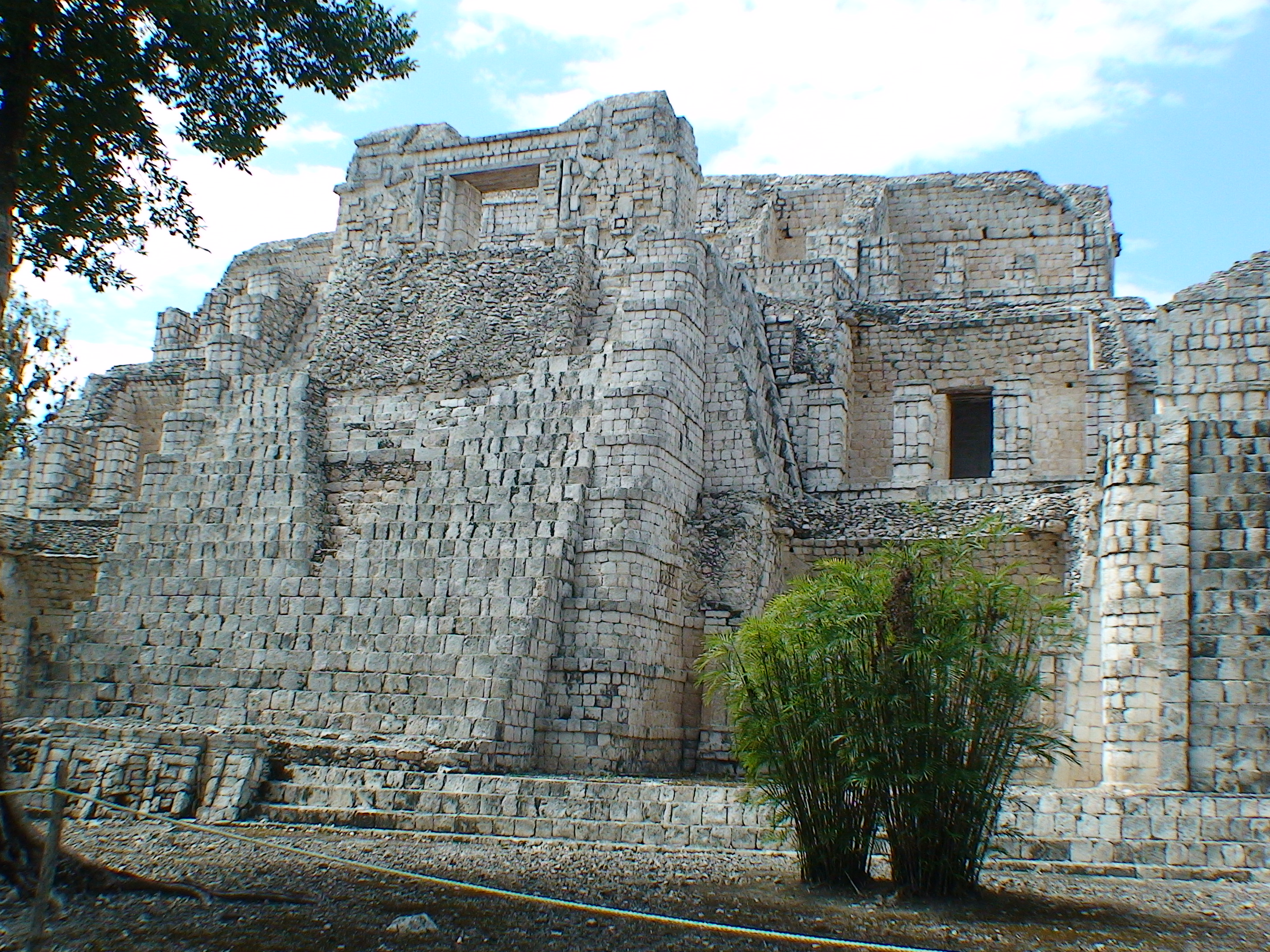
Фасад трёхэтажного дворца
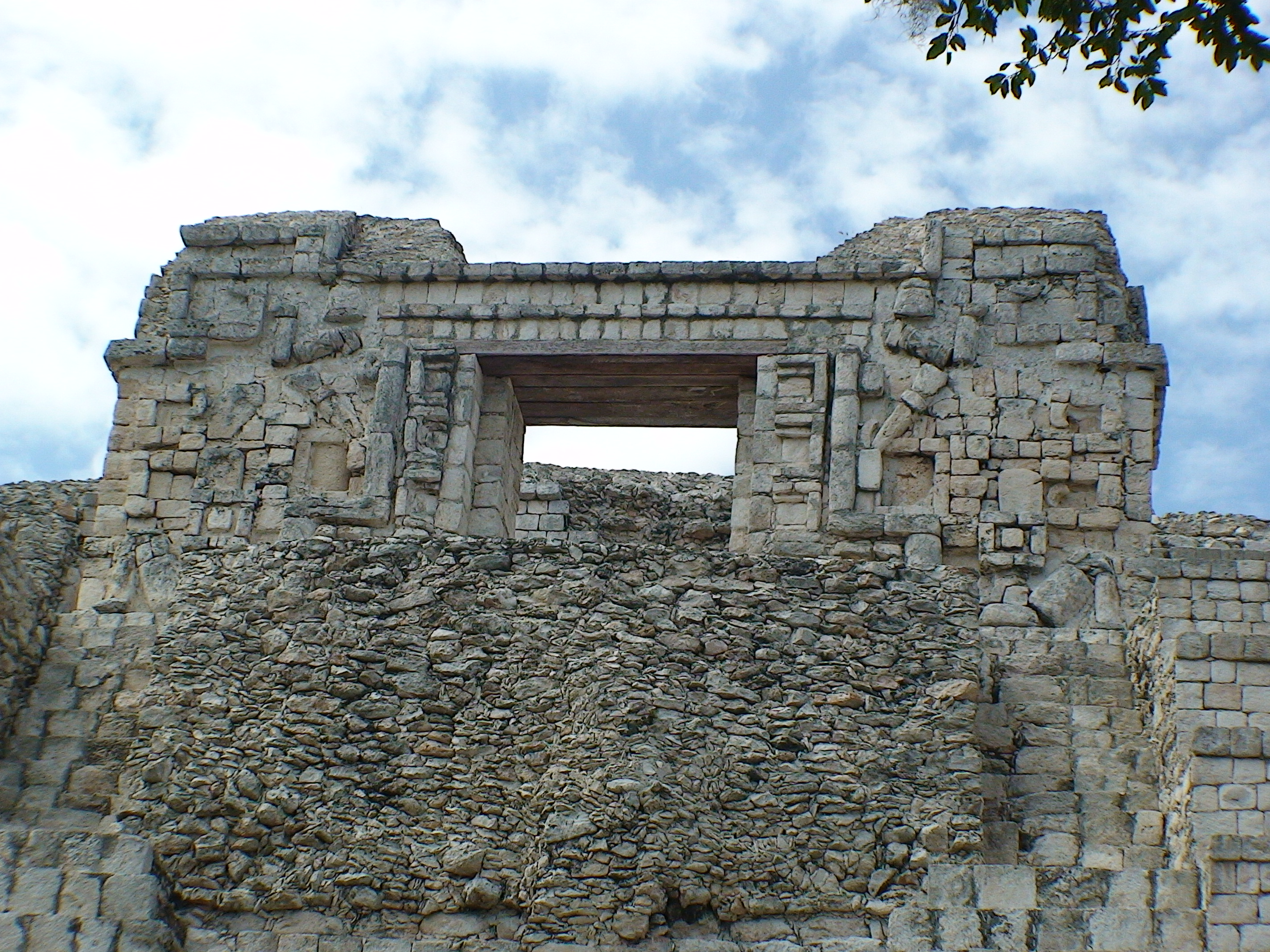
Портал "змеиная морда" на третьем этаже дворца
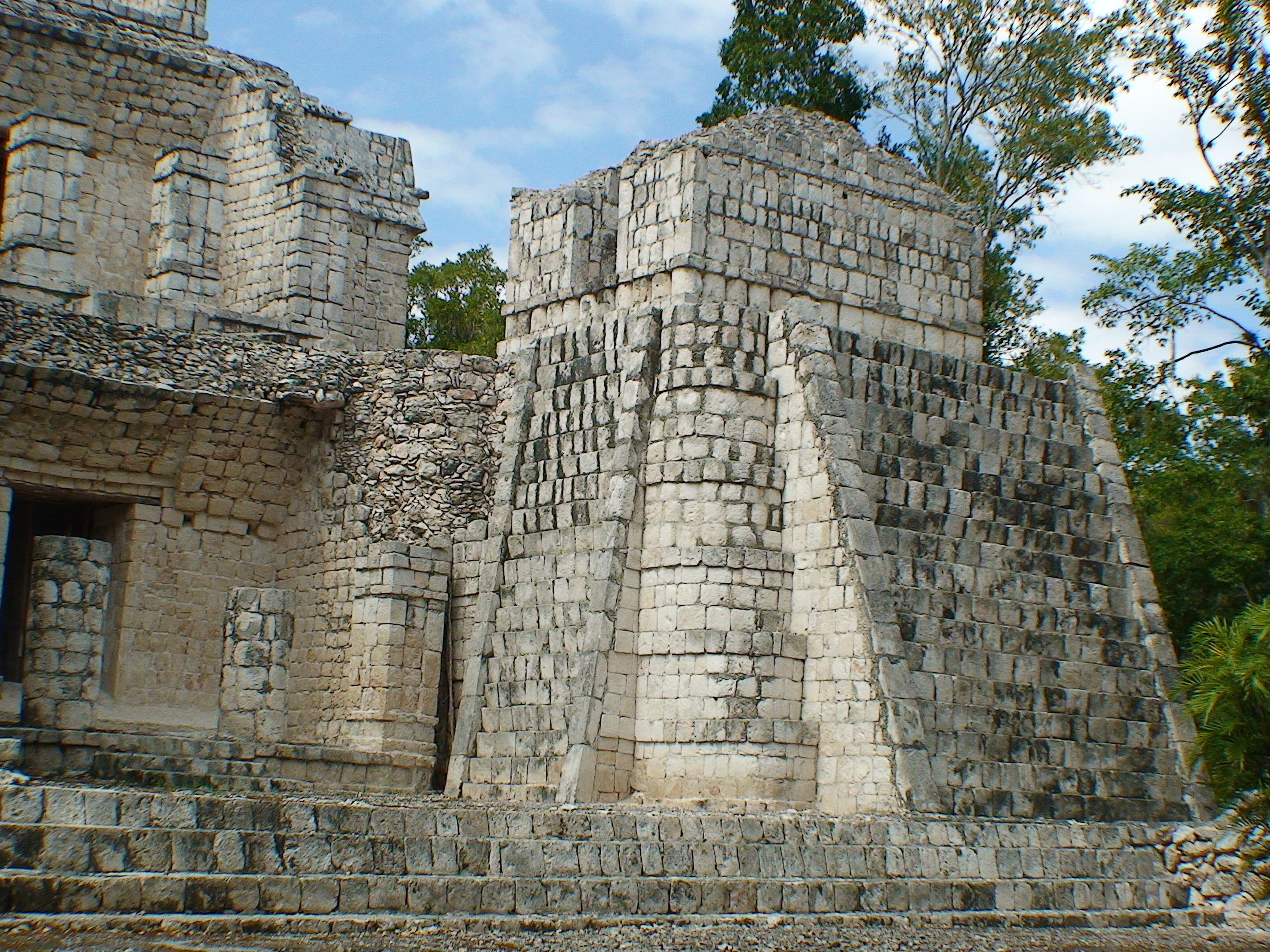
Угловой храм
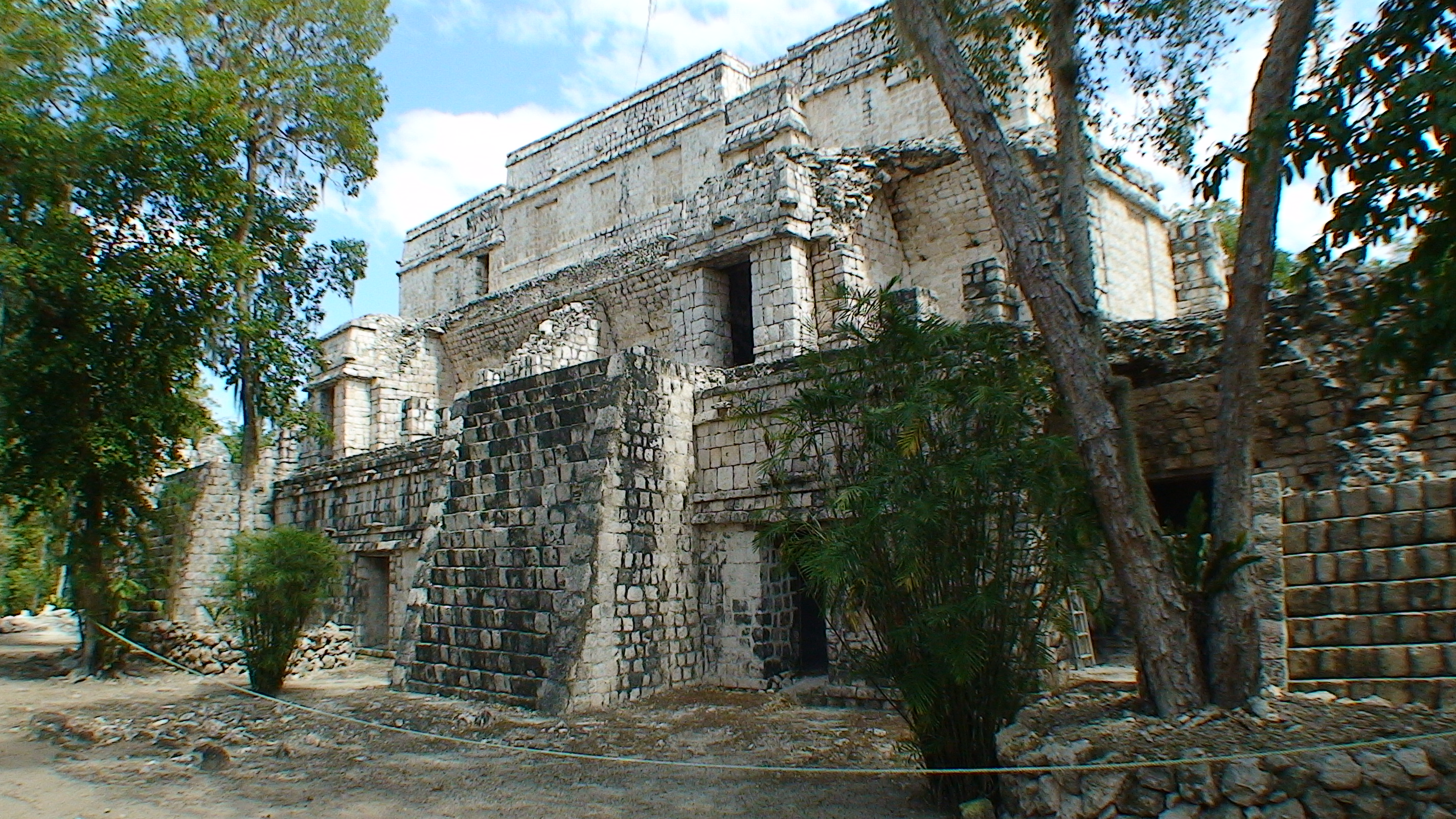
Дворец: вид сзади
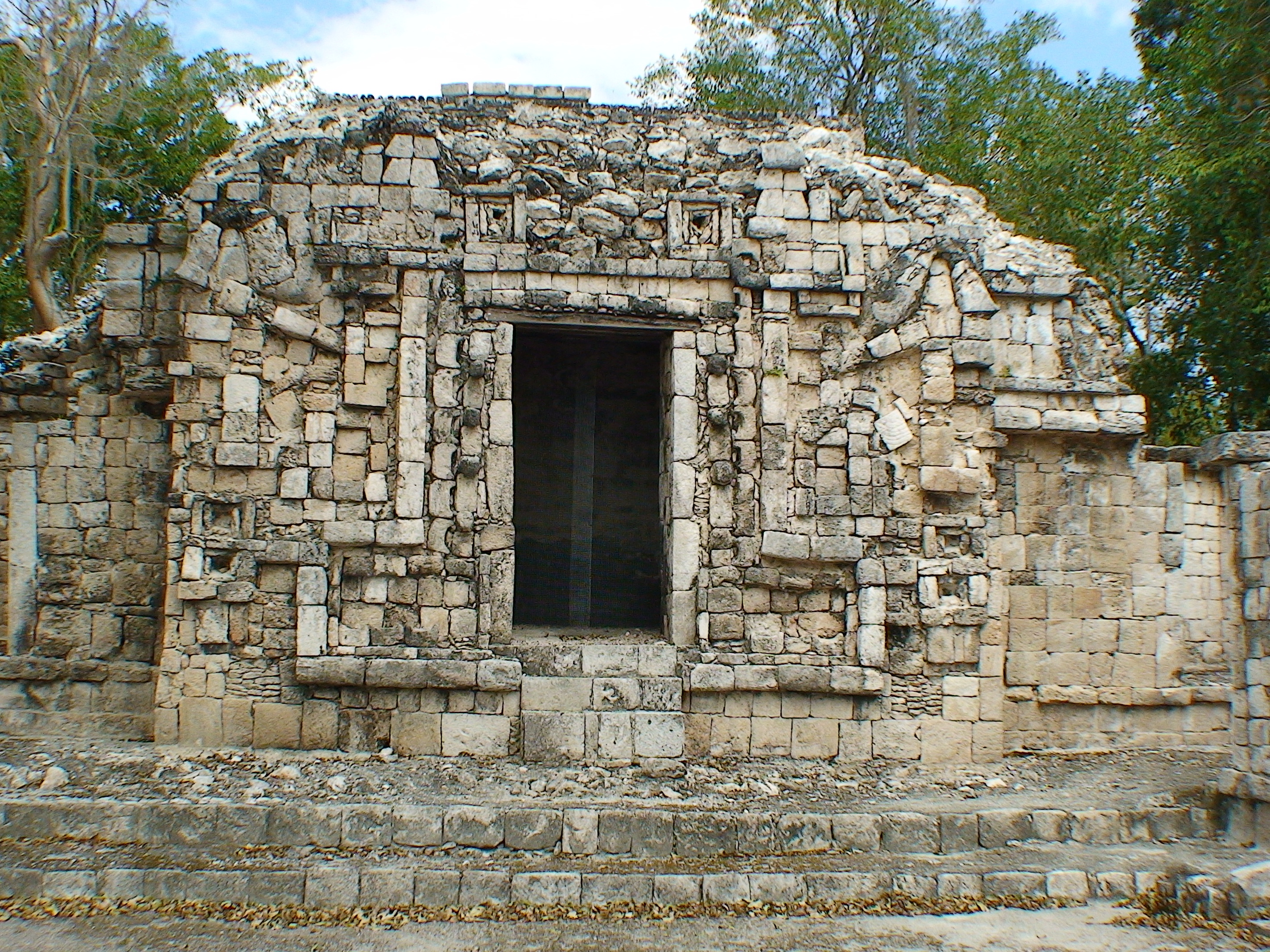
Вход в "Здание со змеиной мордой"
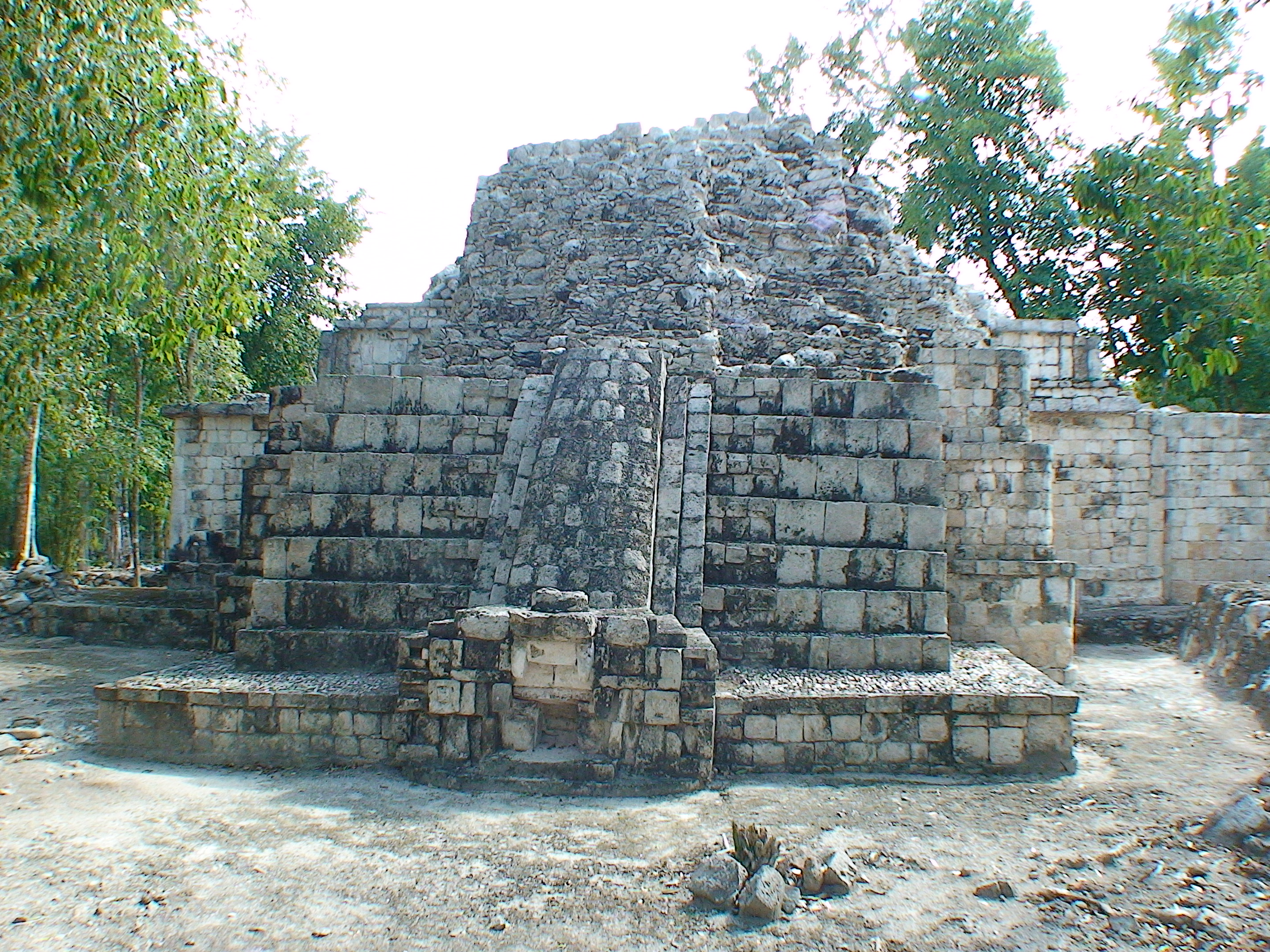
Лестница с обратной стороны "Здания со змеиной мордой"
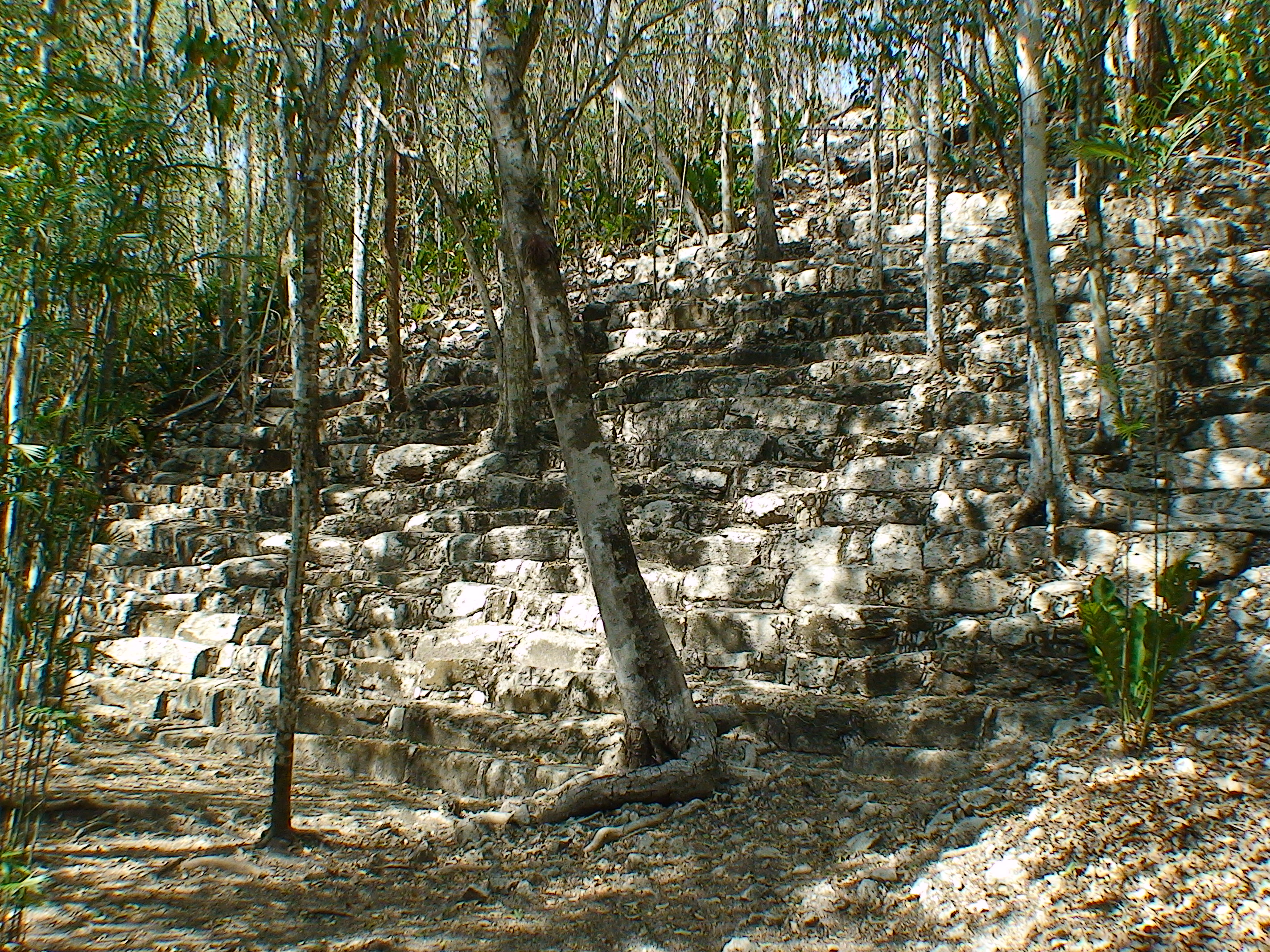
Монументальная лестница главной пирамиды
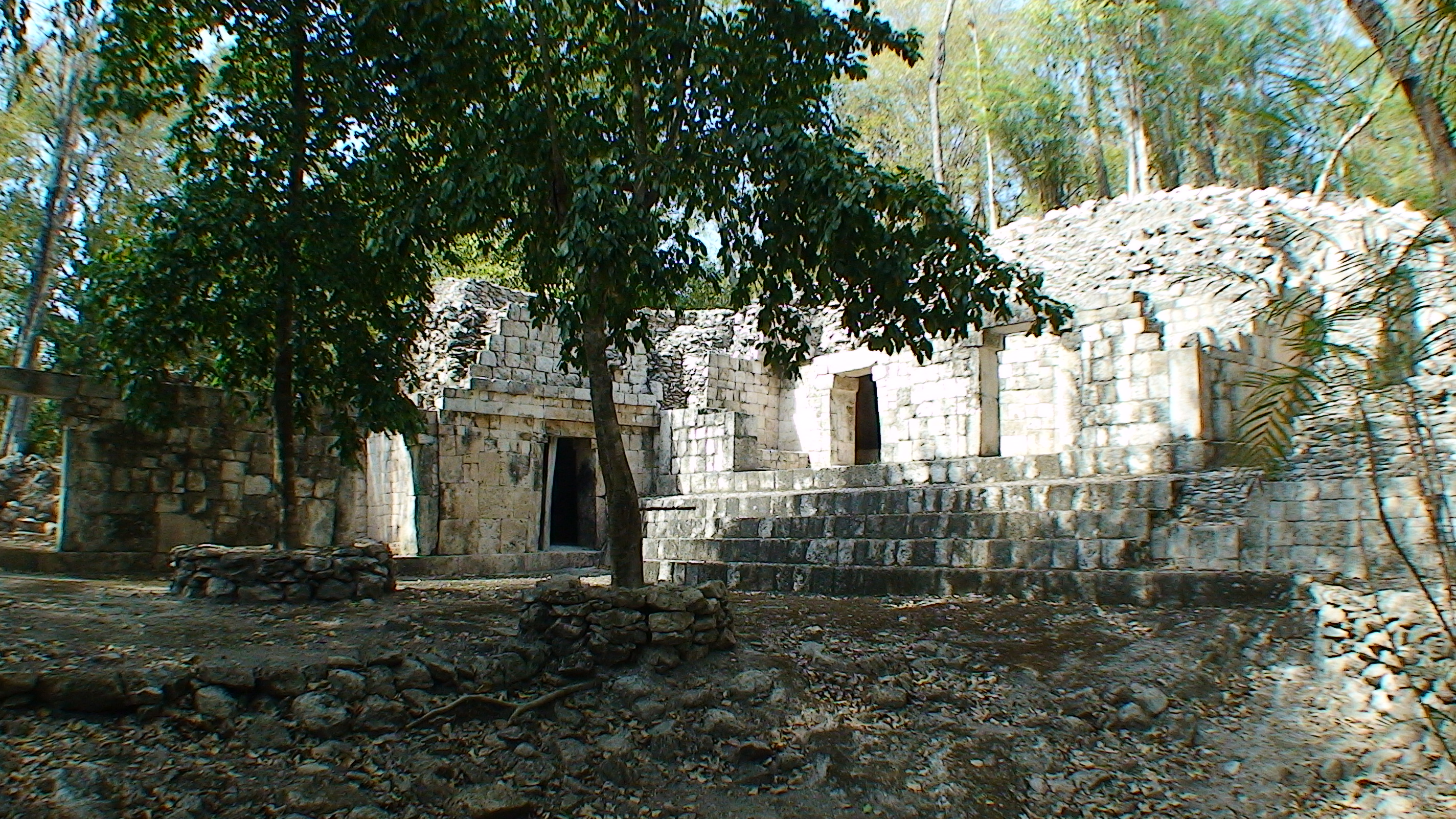
Юго-западная группа
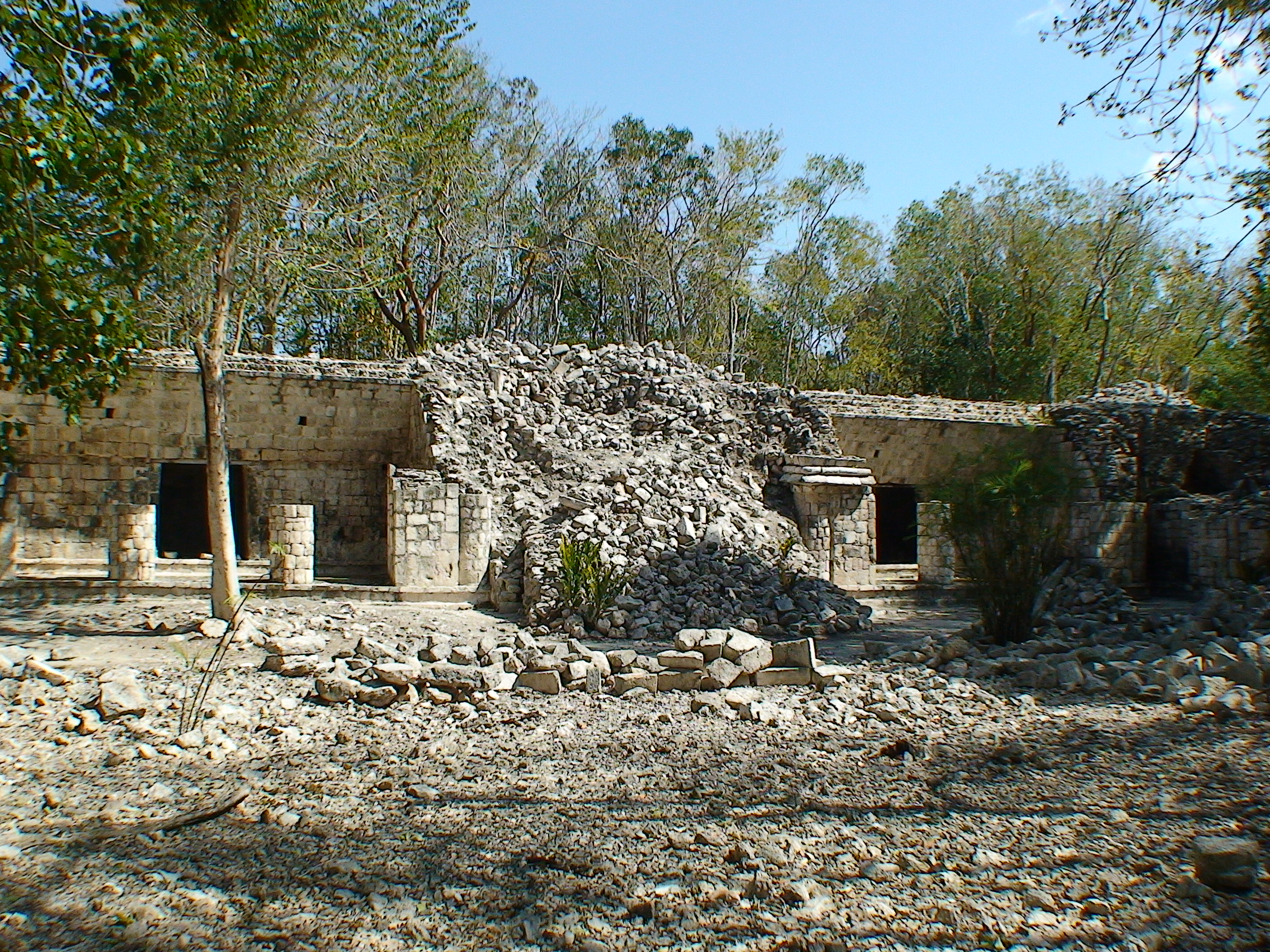
Восточное здание юго-восточного квадрата